# إكراه إنجابي
الإكراه الإنجابي (ويسمى أيضًا بالإكراه على التكاثر) هو عبارة عن تهديد أو أعمال عنف ضد الصحة الإنجابية أو اتخاذ القرار التناسلي للشريك، وهو عبارة عن مجموعة من السلوكيات التي تهدف إلى الضغط على الشريك أو إجباره على بدء الحمل أو الحفاظ عليه أو إنهائه. الإكراه الإنجابي هو شكل من أشكال العنف الأسري، يُعرف أيضًا باسم عنف الشريك الحميم، حيث يتم استخدام السلوك المتعلق بالصحة الإنجابية للحفاظ على القوة والسيطرة والهيمنة داخل العلاقة وعلى الشريك من خلال الحمل غير المرغوب فيه.و تعتبر قضية صحية عامة خطيرة. وترتبط هذه السيطرة التناسلية بشكل كبير بالحمل غير المقصود.
الأشكال الأكثر شيوعًا للإكراه الانجابي هي: إكراه الحمل والاكتئاب أثناء الحمل والتخريب عند تحديد النسل؛ يمكن أن توجد بشكل مستقل أو تحدث في وقت واحد. وعدم الامتثال لرغبات الشريك قد يؤدي إلى تصرف الشريك بعنف.

## إكراه الحمل
يتم من قبل شريك جنسي للمرأة عندما يجبرها على ممارسة الجنس غير الآمن من أجل الحمل، أو الاستمرار أو إنهاء الحمل. قد ينطوي عليها تصرفات، والتي هي تهديدات أو أعمال عنف إذا لم تمتثل المرأة لمطالب أو رغبات الشريك.
قد تؤدي سلوكيات الإكراه الإنجابي إلى العديد من حالات الحمل غير المقصودة والتي يتبعها بعد ذلك إجهاضات متعددة بالإكراه. النساء اللواتي يسعين للإجهاض أكثر عرضة بثلاثة أضعاف للضغط الإنجابي من قبل الشريك في العام الماضي، مقارنة مع استمرار الحمل للمرأة. وينص تحليل لسياسة معهد غوتماشر على أن إجبار امرأة على إنهاء الحمل الذي تريده أو الاستمرار في حملها الذي لا تريد بأنه ينتهك حقها الاساسي كانسان وفي صحتها الإنجابية.
يمكن أيضا ممارسة ضغط الحمل من قبل امرأة لديها رغبة قوية في إنجاب الأطفال، إما لرفعها أو للتأثير على الرجل للحفاظ على علاقة معها أو لاجبارة على الموافقة على الزواج. فقد تحاول الضغط على رجل للحصول على حملها، حتى عندما يكون مترددًا في أن يصبح أبًا ويتحمل مسؤوليات الأبوة.

## تخريب وسائل منع الحمل
يمكن أن يتخذ الإكراه الإنجابي شكل تخريب عند تحديد النسل، إما كتخريب لفظي، أو تخريب سلوكي، و / أو بمثابة تدخل نشط في وسائل منع الحمل. يتم اتخاذ إجراءات مباشرة لضمان فشل تحديد النسل (مثل ثقوب بدس في الواقيات أو كسر الواقي الذكري) أو الإزالة الكاملة لموانع الحمل (مثل تنظيف حبوب منع الحمل في المرحاض أو إزالة حلقات منع الحمل أو بقع من الجسم). يمكن للشركاء أيضًا منع النساء من استخدام تنظيم الأسرة أو إجبارهن على ممارسة الجنس بدون حماية.
وكثيرا ما يرتبط تخريب تحديد النسل بالعنف الجسدي أو الجنسي، ويسهم في ارتفاع معدلات الحمل - خاصة معدلات الحمل بين المراهقات - بين النساء اللواتي يتعرضن للإساءة والمحرومين والمراهقات ().
وقد أشارت الدراسات التي أجريت على تخريب تحديد النسل والتي يقوم بها الذكور ضد الشركاء الإناث إلى وجود علاقة قوية بين العنف المنزلي والتخريب عند تحديد النسل. حددت هذه الدراسات فئتين رئيسيتين من الظاهرة:
- التخريب اللفظي - الضغط اللفظي أو العاطفي لعدم استخدام وسائل منع الحمل أو الحمل.
- التخريب السلوكي - استخدام القوة في ممارسة الجماع غير المحمي أو عدم استخدام وسائل منع الحمل.

14% من الأمهات الشابات اللواتي شملهن الاستطلاع خضعن لعمليات تخريب في تحديد النسل. وجدت دراسة منفصلة أن 66% من الأمهات المراهقات اللواتي تعرضن مؤخرا للعنف الشريك الحميم كشف عن تخريب في وسائل منع الحمل من قبل شريك المواعدة. عندما حاولت النساء التفاوض على استخدام الواقي الذكري مع شركائهن المسيئين، قال 32% إنهن تعرضن للتهديد اللفظي، ونسبة 21% منهن تعرضن للإيذاء البدني، وقال 14% إن شركائهن هددوا بالتخلي عنهم.
يمكن أن يحدث الإكراه الإنجابي أيضا عندما تخرب المرأة النسل من أجل الحمل بدون معرفة أو موافقة شريكها. بمجرد أن تصبح حاملاً، يمكنها المضي في حملها إلى فترة، مما يجبر شريكها على أن يصبح والد الطفل، ويدعم إعالة الطفل، ويجبره على القيام بأشياء أخرى، غالباً ما يفرضها القانون. وقد تضلل أيضًا شريكها إلى الاعتقاد بأن حملها كان بسببه، حتى لو كان ذلك بسبب شخص آخر، وبالتالي خداعه لقبول مسؤوليات الوالدين.

## الانتشار
العنف المنزلي، الذي يُسمى أيضًا «عنف الشريك الحميم»، تتم مراقبته من قبل المراكز الأمريكية لمكافحة الأمراض والوقاية منها (CDC). يقيس مسحهم للعنف المنزلي خمسة أنواع من العنف المنزلي، بما في ذلك السيطرة على الصحة الإنجابية، مشيرا إلى ضغط الحمل والتخريب عند تحديد النسل على وجه التحديد. في حين أن الأبحاث لا تزال مجزأة، يبدو أن النساء في العلاقات المسيئة معرضات بشكل أكبر للإكراه الإنجابي والحمل غير المقصود.
وجد مركز السيطرة على الأمراض ما يلي:
- أبلغت ما يقرب من 8.6% (أو ما يقدر بنحو 10.3 مليون) من النساء في الولايات المتحدة عن وجود شريك حميم حاولو أن يجعلهن يحملن عندما لم يرغبن في ذلك، أو رفض استخدام الواقي الذكري، مع وجود 4.8% منهن لديهن شريك حميم الذين حاولوا حملهم عندما لم يكونوا راغبين في ذلك، وكان 6.7% منهم شريكًا حميمًا رفضوا ارتداء الواقي الذكري؛
- أبلغ ما يقرب من 10.4% (أو ما يقدر بنحو 11.7 مليون) من الرجال في الولايات المتحدة عن وجود شريك حميم ممن حاولوا الحمل عندما لم يرغبوا أو حاولوا منعهم من استخدام وسائل منع الحمل، مع وجود 8.7% لديهم الشريك الذي حاول الحمل عندما لا يريد أو يحاول منعهم من استخدام وسائل منع الحمل و 3.8% لديهم شريك حميم رفضوا ارتداء الواقي الذكري.

### انتشار الحمل في سن المراهقة
فالفتيات المراهقات اللواتي يعانين من العنف الجسدي أكثر عرضة بنسبة 3.5 مرات للحمل، ويزيد احتمال خوفهن من العواقب المحتملة للتفاوض على استخدام الواقي الذكري بمقدار 3.5 مرة أكثر من الفتيات غير اللواتي يتعرضن للإيذاء. كما أنه من المحتمل استخدام الواقيات الذكرية بشكل متساوٍ مقارنة بالفتيات اللاتي لم يتعرضن للإيذاء، كما أن الأولاد المراهقين الذين يمارسون العنف في المواعدة أقل عرضة لاستخدام الواقي الذكري. هناك إجراءات يمكن للفتيات والنساء اتخاذها إذا كانت وسائل منع الحمل قد تم خلعها أو تخريبها: في الولايات المتحدة، يمكن للفتيات اللواتي تبلغ أعمارهن 15 عامًا أو أكثر الحصول على الخطة (B) (حبوب منع الحمل بعد الصباح). عندما تؤخذ في غضون 72 ساعة، يمكن أن يساعد في منع الحمل غير المرغوب فيه. یصبح 95% فعّالاً عندما یتم التقاطھا في غضون 24 ساعة ویصبح نجاعًا بنسبة 98% تقریبًا عند التقاطھا خلال 72 ساعة
تزيد احتمالات تكرار الحمل بين الأمهات المراهقات مرتين في غضون عامين إذا تعرضن للإساءة في غضون ثلاثة أشهر بعد الولادة.
ذكرت 26% من الفتيات المراهقات اللاتي تعرضن للإساءة أن أصدقائهن كانوا يحاولون الحمل منهن.

## التقييم والتدخل
يشمل التقييم النموذجي للصحة الإنجابية للمرأة الأسئلة التالية:
- هل لديك شريك حالي أو سابق لا يسمح لك باستخدام وسائل منع الحمل أو تدمير وسائل منع الحمل أو رفض ارتداء الواقي الذكري؟
- هل حاول شريكك حملك عندما لا تريد أن تكون؟
- هل أجبر شريكك على الإجهاض أو تسبب لك في الإجهاض؟
- هل قام شريكك بتعمد أن يعطيك إجازة جنسية؟
- هل أنت قلقة من أنك حامل؟[2]

نظرًا للنتائج المتعلقة بالإكراه الإنجابي وانتشاره، دعت الكلية الأمريكية لأخصائيي التوليد وأمراض النساء إلى أن يكون أعضاؤها يقظين للإكراه الإنجابي. تتمثل الآثار السريرية المكتشفة من خلال دراسات الحالة فيما يلي: تقييم الإكراه الانجابي كجزء من الرعاية الروتينية لتنظيم الأسرة؛ لتقييم الإكثار الإنجابي قبل مناقشة خيارات منع الحمل؛ لتقديم طرق منع الحمل السرية؛ وتقييم السلامة. يعتقد البعض أن جميع إعدادات الرعاية الصحية الإنجابية يجب أن يكون لها بروتوكول مكتوب لتحديد العنف العائلي والذي يشمل الإكراه الإنجابي والاستجابة له، ويجب مراجعة الوكا الت التي لديها بالفعل بروتوكول وتوسيع نطاقها لمعالجة الإكراه الإنجابي.

## القانون
في المكسيك، يسمح القانون بالإجهاض، وهو غير قانوني على نحو آخر، للنساء اللواتي تم إكراههن على الحمل.
.

## الروابط الخارجية
- National Domestic Violence Hotline
- Futures Without Violence
- Houston Area Women's Center
- Exposing Reproductive Coercion: A toolkit for Awareness-Raising, Assessment, and Intervention

قالب:Domestic violence